# منديل الرها

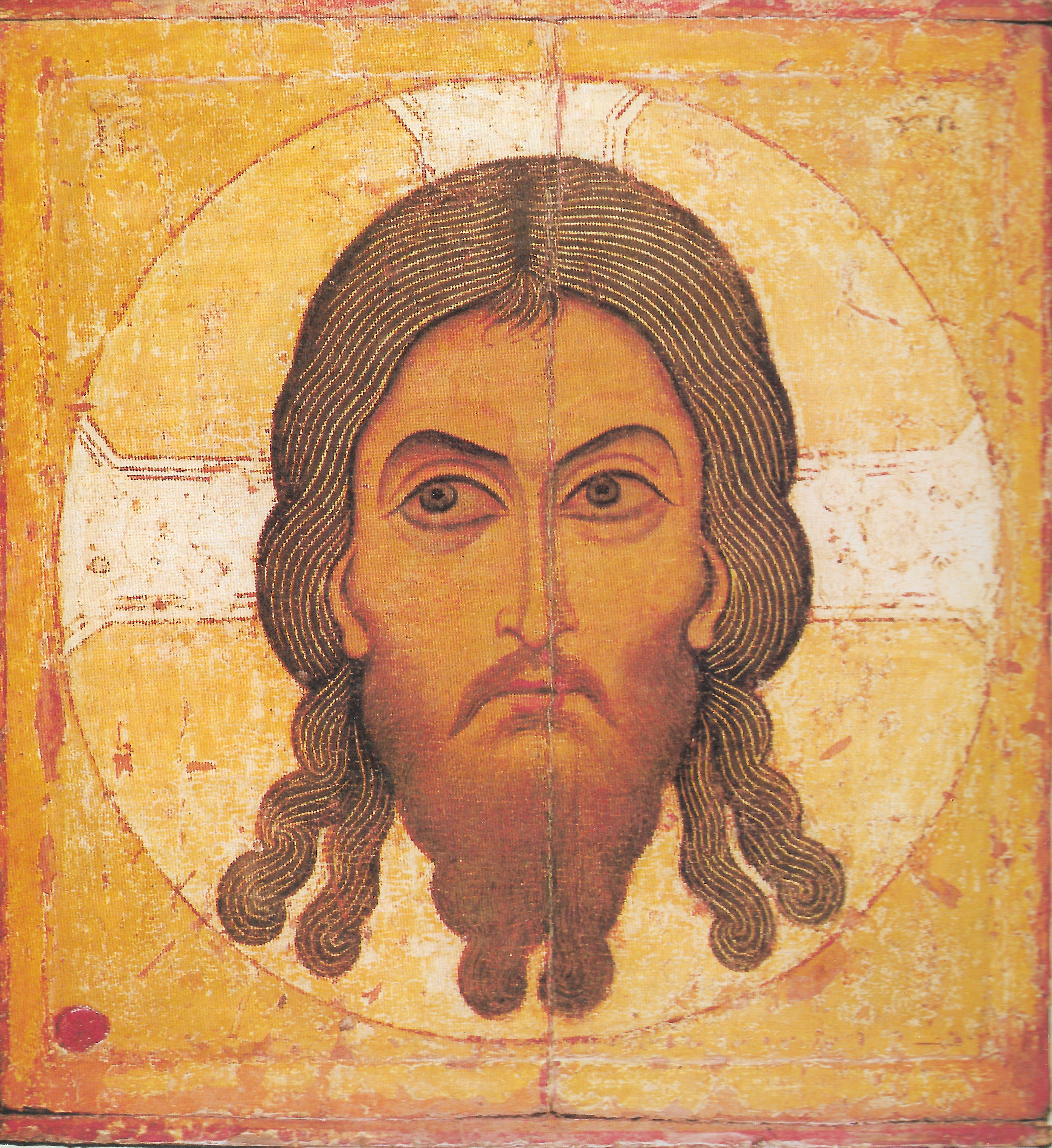
أيقونة أرثوذكسية تُظهر منديل الرها.

تعتبر أيقونة (صورة) مدينة الرها (التي سميت قديمًا آديسا وهي حاليًا مدينة تركية باسم أورفة)، بالنسبة للتراث المسيحي، تُعد أثرًا قديمًا مقدسًا يتكون من قطعة قماش مربعة أو مستطيلة عليها طُبِعت صورة عجيبة لوجه يسوع؛ وتعتبر الأيقونة (أو الصورة) هي الأولى على الإطلاق. وتُسمى هذه الصورة في الكنائس الأرثوذكسية، بما يشمل تلك الناطقة بالإنجليزية، عامة بـ’المنديل‘ («المنديليون / Mandylion»).